# 妒火孽情
《妒火孽情》是由《爱情复仇游戏》（2019年）的导演克里特萨达·提恰尼罗本（英語：Kritsada Techanilobon）着手指导，艾米卡·金邦通、柯尔士艾达·潘恩温、甘格拉·对贤格拉、塔纳·罗坤宋巴联合主演的泰国电视剧，此剧于2020年7月13日，在GMM 25及Viu同步播出。由于甘格拉·对贤格拉的角色人设并不讨喜，她因此遭受网友谩骂。

## 剧情简介
虽然人不能选择自己的出生，但是人可以选择攫取更好的东西......
富商之家的Ravee和Janis结婚三年了，两人用尽一切办法，包括自然受孕和人工受孕。但Janis的肚皮一直没有任何动静。Ravee却认为不管Janis怀没怀上孩子，他都觉得无所谓，因为这不是自己生活的重点，这让Janis心存愧疚。虽然Ravee始终如一的爱着自己的妻子，Janis一直觉得因为自己不争气导致这个家庭不完整的。另一边厢，Ravee的父母，Krit和Rachanee不断施压，期待能够早日抱孙子。
一天，Janis遇到了渴望爱情的美丽嫩模Rita。她因为一件陈年往事对Janis充满了恨意。原来Rita与Janis小时候是同一个孤儿院的，但是Janis确被富家庭收养，过上了衣食无忧的好日子。Janis对Rita很满意，也很喜欢她，决定说服她做她的代理孕母。Rita同意，因为她想利用这个机会趁虚而入，勾引Ravee以插足Janis的婚姻生活，毁了她的家庭。后来，她认识了Janis的丈夫Ravee。而Janis的身边的好友都提醒她Rita来者不善，劝她应该有所提防，但是Janis不信。最后，Janis打算让Rita为自己的丈夫生一个孩子，于是她就让Rita以私人看护之名，请她来照顾自己，以让Rita和自己丈夫发生性关系......
与此同时，Janis的弟弟Nont喜欢上了Rita。Ravee在Rita发生关系后是否会跨越婚姻的界限，Ravee和Janis之间的关系是否会受Rita的挑拨离间而受到影响？他们之间的关系将会何去何从？

## 演员阵容
注：括号内为演员或角色之小名。
- 艾米卡·金邦通（Amy） 饰演 Janis
- 柯尔士艾达·潘恩温（英语：Krissada Pornweroj） 饰演 拉维（Ravee/Vee）
- 甘格拉·对贤格拉（Grace） 饰演 瑞塔（Rita/Ri）
- 塔纳·罗坤宋巴（Lee） 饰演 Nont
- 郑壹飞（Foei）饰演 Beer
- 苏缇帕·空娜迪 饰演 Ping Pong
- 阿南·邦纳格 饰演 Krit
- 萨薇迪里·萨米帕（Tong） 饰演 Rachanee

## 劇集迴響

### 泰國電視收視
- 收視最低的集數以藍色表示，收視最高的集數以紅色表示，而空格則表示該集的收視沒有相關數據。

| 集數 No.   | 播放日期      | 播放時段 (UTC+07:00) | 平均收視率 | 來源   |
| ---------- | ------------- | -------------------- | ---------- | ------ |
| 1          | 2020年7月13日 | 星期一 20:30         | 0.366      | [ 2 ]  |
| 2          | 2020年7月14日 | 星期二 20:30         | 0.374      | [ 3 ]  |
| 3          | 2020年7月20日 | 星期一 20:30         | 0.500      | [ 4 ]  |
| 4          | 2020年7月21日 | 星期二 20:30         | 0.499      | [ 5 ]  |
| 5          | 2020年7月27日 | 星期一 20:30         | 0.57       | [ 6 ]  |
| 6          | 2020年7月28日 | 星期二 20:30         | 0.354      | [ 7 ]  |
| 7          | 2020年8月3日  | 星期一 20:30         | 0.506      | [ 8 ]  |
| 8          | 2020年8月4日  | 星期二 20:30         | 0.466      | [ 9 ]  |
| 9          | 2020年8月10日 | 星期一 20:30         | 0.718      | [ 10 ] |
| 10         | 2020年8月11日 | 星期二 20:30         | 0.727      | [ 11 ] |
| 11         | 2020年8月17日 | 星期一 20:30         | 0.656      |        |
| 12         | 2020年8月18日 | 星期二 20:30         | 0.629      | [ 12 ] |
| 13         | 2020年8月24日 | 星期一 20:30         | 0.703      | [ 13 ] |
| 14         | 2020年8月25日 | 星期二 20:30         | 0.848      | [ 13 ] |
| 15         | 2020年8月31日 | 星期一 20:30         | 0.887      | [ 14 ] |
| 16         | 2020年9月1日  | 星期二 20:30         | 0.70       | [ 6 ]  |
| 17         | 2020年9月7日  | 星期一 20:30         | 0.60       | [ 6 ]  |
| 18         | 2020年9月8日  | 星期二 20:30         | 0.822      | [ 15 ] |
| 19         | 2020年9月14日 | 星期一 20:30         | 0.767      | [ 16 ] |
| 20         | 2020年9月15日 | 星期二 20:30         | 0.796      | [ 17 ] |
| 21         | 2020年9月21日 | 星期一 20:30         | 1.022      | [ 18 ] |
| 22         | 2020年9月22日 | 星期二 20:30         | 1.591      | [ 19 ] |
| 平均收視率 | 平均收視率    | 平均收視率           | 0.686      | 1      |

^1  基於每集的平均觀眾份額。

## 外部连接
- GMM25 官方網站（泰文）
- YouTube上的《妒火孽情》播放列表
- MyDramaList 劇集介紹及劇評 （页面存档备份，存于）（英文）
- 豆瓣电影上《妒火孽情》的資料 （简体中文）